# E771
E771 eller Europaväg 771 är en europaväg som går mellan Drobeta-Turnu Severin i Rumänien och Niš i Serbien. Längd 210 km.

## Sträckning
Drobeta-Turnu Severin - (gräns Rumänien-Serbien) - Negotin - Zaječar - Niš

## Standard
Vägen är landsväg hela sträckan, och följer väg 25. 

## Anslutningar till andra europavägar
| - E70 - E761 |  | - E75 - E80 |